# Konrád IV. Starší
Konrád IV. Starší (1384? – 9. srpna 1447, Otmuchov) ze slezské větve rodu Piastovců byl kníže olešnický a od roku 1417 biskup vratislavský a kníže niský.
Narodil se jako nejstarší syn olešnického knížete Konráda III. Starého a jeho ženy Judity. Jméno Konrád dostali i čtyři jeho bratři, které historikové rozlišují podle pořadových čísel a přídomků.

## Život

### Církevní kariéra
Přestože byl Konrád IV. nejstarším synem svého otce a měl tedy právo na dědictví otcových statků a titulů, vybral si církevní dráhu. V církevní žebříčku rychle stoupal a v roce 1399 se stal knězem ve Vratislavi. O rok později neúspěšně usiloval o místo zdejšího kanovníka a Domasławského probšta. Kanovníkem se stal až v roce 1410 a mezi lety 1411 a 1417 zastával místo kapitulního probšta. Od roku 1411 soustředil veškeré své snahy na to, stát se varmijským biskupem. Za tímto účelem dokonce odcestoval do Říma, avšak tato cesta pro něj neskončila úspěchem. Získal však titul magistra a papežského notáře. Roku 1412 byl jmenován kanovníkem v Olomouci.
Po odstoupení vratislavského biskupa Václava Lehnického roku 1417 jej papež Martin V. jmenoval na jeho místo. Biskupské svěcení provedl Jan Tylemann 22. ledna 1418 v kolegiátním kostele svatého Mikuláše v Otmuchově.

### Politická angažovanost
Konrád IV. se mimo církevní záležitosti zajímal také o politiku. Již v roce 1402 vstoupil do nově vzniklého spolku slezských knížat a roku 1409 stál se svým otcem na straně českého krále Václava IV. při uzavření míru mezi Polskem a Řádem německých rytířů. V roce 1412 zase figuroval jako prostředník ve při mezi opolskými knížaty, králem Václavem IV. a Vratislaví. Nakonec se v roce 1416 přidal do aliance s velmistrem řádu německých rytířů Michaelem von Sternberg proti Polsku.
Po smrti svého otce roku 1412 se stal spolu se svým bratrem Konrádem V. knížetem olešnickýcm. V roce 1416 se vzdal knížecího titulu v naději, že bude dále stoupat v církevní hierarchii. Ponechal si pouze kontrolu nad městy Kąty Wrocławskie, Bierutów, Prudník a Syców.
Období jeho vlády ve vratislavské diecézi a niském knížectví se krylo s husitskými válkami, což do značné míry určovalo politiku biskupského stolce.

### Husitské války
Na začátku roku 1420 ve Vratislavi vzdal spolu s ostatními slezskými knížaty lenní hold císaři Zikmundovi a vydal se do Prahy, kde se zúčastnil Zikmundovy korunovace českým králem. Věrnost knížete-biskupa Lucemburkům byla velice silná i později, když ztratili Německé království. Konrád IV. dokonce zorganizoval křížovou výpravu, která skončila obléháním Broumova.
V roce 1422 byl Konrád díky svým zásluhám jmenován císařem Zikmundem slezským místodržícím a oficiálně pověřen organizováním bojů proti husitům.
V lednu 1423 byl Konrád spolu s dalšími slezskými knížaty přítomen u vyjednávání o případné alianci mezi císařem Zikmundem a Řádem německých rytířů proti králi Vladislavu II. Jagellonskému. V případě porážky Polského království byla slezským knížatům přislíbena některá území. Nakonec však díky dohodě mezi polským králem a císařem k válce nedošlo. Biskup následoval příkladu svého vládce a spolu se svým bratrem Konrádem V. odjel do Kališe, kde urovnal své vztahy k Polsku.
Nová křížová výprava proti husitům, kterou biskup organizoval na popud Království českého, skončila katastrofou. Husité zorganizovali trestnou výpravu proti zemím císaře Zikmunda a při svém tažení vyplenili Lužici a města Złotoryja a Lubáň.
Ve snaze zlikvidovat husitskou hrozbu, požádala slezská knížata spolu s hlavními městy Vratislaví a Svídnicí biskupa Konráda IV. o vzájemnou pomoc a nabídla mu velení v této koalici. Jaký mají slezská knížata z husitů strach, prokázaly již události z následujícího roku. Tehdy do Slezska vtrhlo vojsko Prokopa Holého a většina knížat souhlasila s tím, že husitským vojskům zajistí volný průjezd přes svá území výměnou za nedotknutelnost svého majetku.
Kvůli otevřené zradě ze strany knížat mohl Konrád IV. počítat pouze s pomocí vojsk knížete Jana Minsterberského. Přesto se biskup rozhodl zaútočit. Bitva se odehrála 27. srpna 1428 u vesnice Stary Wielisław blízko Nysy. Husité porazili koaliční vojska na halvu a kníže Minsterberský padl. Biskupovi se podařilo z bitevního pole uprchnout. Po této bitvě se mohla vojska Prokopa Holého volně pohybovat, pálit a rabovat na území Horního i Dolního Slezska. Hlavní cíle plenění se nacházely na území vratislavského biskupství; majetky knížat, která s Prokopem dříve uzavřela dohodu, byly ušetřeny. Aby dosáhl alespoň nějaké ochrany, sblížil se Konrád IV. s jedním z husitských spojenců – knížetem Boleslavem V.
V následujících letech se Konrád IV. dále pokoušel vést válku proti husitům. Přes prohru v bitvě z roku 1428 měl za sebou podporu většiny vratislavské šlechty. V roce 1430 mířila do Slezska další výprava husitů, podporovaná hejtmanem Zikmundem Korybutovičem a biskup se musel smířit se ztrátou dvou velkých pevností v Niemczy a Otmuchówě. Pevnosti byly o pět let později vykoupeny od husitů zpět.
V roce 1432 bylo těžce poškozeno biskupovo dědičné olešnické knížectví – došlo k vypálení měst Olešnice, Lubiąż a Třebnice. Aby ochránil církevní majetek, rozhodl se Konrád IV. obnovit Svazek slezských knížat (polsky Związek książąt śląskich), ve kterém se opět postavil do vedoucí role.

### Občanská válka ve Slezsku
Když v roce 1437 zemřel Zikmund – císař římský a král český, vypukla ve Slezsku občanská válka. Zikmund na smrtelné posteli určil za svého dědice svého zetě Albrechta Habsburského, ale část kurfiřtů chtěla jmenovat bratra polského krále, Kazimíra. Konrád IV. se postavil na stranu Albrechta a spor přešel ve válku. Rozhodující bitva se odehrála roku 1438. Polská armáda se snažila přimět slezská knížata, aby uznala Kazimíra za svého krále, ale biskup společně se svým bratrem Konrádem V. zahnal polské jednotky na ústup. Biskupovi ovšem pomohl hlavně nenadálý příjezd silné rakouské armády.
Období relativního klidu panovalo ve Slezsku necelé dva roky. V roce 1440 byli opět zvoleni dva čeští králové – Albrechtův syn Ladislav Pohrobek a polský a uherský král Vladislav. Tentokrát však byla situace komplikovanější, protože oba králové měli množství podporovatelů (Konrád IV. podporoval Ladislava Pohrobka, kdežto jeho bratr Konrád VII. stál za polským králem). Celá situace vyvrcholila v dlouhý boj, po kterém bylo území Slezska značně vysíleno a zničeno. Navíc došlo v roce 1444 k dalším husitským výbojům.

### Finanční potíže, hádky s kapitulou, smrt
Dlouhé období bojů a zásahy Konráda IV. do politiky vyústily ve značné zadlužení biskupského stolce. Finanční otázka a zejména to, že podporoval papeže Evžena IV. na Bazilejském koncilu, vedly k tomu, že byl Konrád IV. 1. srpna 1444 odvolán Kapitulou ze své funkce a celá diecéze byla zrušena. Jako oficiální důvod k tomuto kroku je uváděn obrovský osobní dluh a nedostatek financí na udržování diecéze. 21. července 1445 však vydal papež Evžen IV. bulu, která vratislavskou diecézi obnovila a vrátila Konráda IV. na místo biskupa.
Ke konečnému usmíření Konráda IV. s Kapitulou došlo v roce 1446 pod nátlakem Konrádova vojska. To umožnilo Konrádovi IV. vydání diecézního statutu a obnovu církevního života ve Vratislavi.
Konrád IV. Olešnický zemřel 9. srpna 1447 v Jelczi, jeho ostatky jsou uloženy ve vratislavské katedrále.